# Hydrotaea fimbripeda
Hydrotaea fimbripeda este o specie de muște din genul Hydrotaea, familia Muscidae, descrisă de Xue, Wang și Wang în anul 2007. Conform Catalogue of Life specia Hydrotaea fimbripeda nu are subspecii cunoscute.